# DDT (banda)

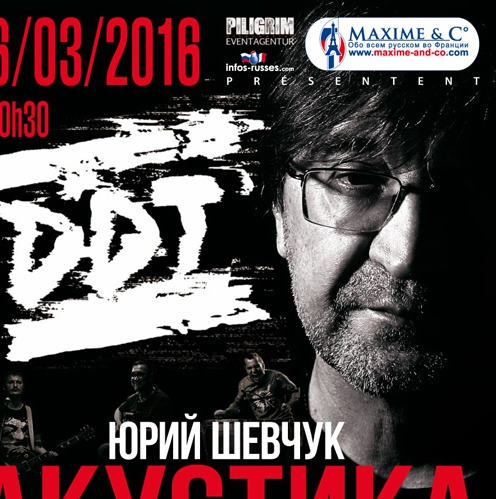
portuguese

DDT (No alfabeto Cirílico ДДТ) é uma banda de Rock Soviética surgida em 1979. A formação original era composta por Vladimir Sigachev (guitarra), Roman Nevelev (vocais), Aleksey Fedichev (baixo) e Ivan Vasilyev (bateria), Aleksey Fedichev, Artem Mamai, Konstantin Shumaylov, Anton Vishnyakov, Alena Romanova. O grupo alcançou fama internacional, se tornou conhecido pelo dinamismo de suas apresentações ao vivo e videos e passou a ser considerado uma das maiores bandas de rock and roll soviético de todos os tempos. Eles também são julgados pioneiros do estilo, popularizando entre outras coisas o ópera rock (principalmente com Yuri Shevchuk).

No princípio de sua carreira a banda ficou famosa por arrebentar completamente seus instrumentos no final dos shows (especialmente Yuri Shevchuk, cuja destruição de guitarras se tornaria um simbolo do rock soviético. Seus primeiros álbuns mod, repletos de canções críticas e agressivas foram influências primordiais no surgimento do punk rock clássico e do power rock clássico.